# デスティニーガンダム
デスティニーガンダム (DESTINY GUNDAM)は、コズミック・イラ (C.E.) 年代を舞台とする「機動戦士ガンダムSEEDシリーズ」のうち、2004年 - 2005年に放送されたテレビアニメ『機動戦士ガンダムSEED DESTINY』から登場する架空の兵器。「ガンダムシリーズ」世界で普及している人型ロボット兵器「モビルスーツ」 (MS) の1機で、作中国家のひとつである「プラント」の軍事組織「ザフト」が開発した試作機。背中の推進器から発生する「光の翼」のような噴射エフェクトが特徴で、高い機動性とあらゆる距離に対応した武装をもつ高性能万能機である。主人公のザフト軍人であるシン・アスカの専用機として設計され、インパルスガンダムに次ぐ『DESTINY』後半の主役機となる。
劇中での固有名の「デスティニー」（運命）が正式名称であり、ガンダム付きの名称・表記はウェブサイトや各種メディアの記事、玩具などの商品名で使用されている。この形式は、同じ「SEEDシリーズ」に登場するほかのガンダムタイプも同様。
当記事では、アニメーション映画『機動戦士ガンダムSEED FREEDOM』に登場する改修機のデスティニーガンダムSpec IIやイベント限定の派性機の解説も行う。

## デザイン・設定
作品内での初登場は2005年6月18放送の『DESTINY』第35話。デザインを担当した大河原邦男は雑誌記事において、「オーソドックスなガンダムでありながらも主翼のデザインが難航し、最終的には一軸で小羽根を開閉するかたちとなった」と語っている。
また、サンライズの設定制作部は雑誌記事において、「監督である福田己津央は『とにかく最強』というコンセプトを提示し、それを元にシンのキャラクター性を踏まえて悪相なフェイスやシャープなデザイン、グレーがかったカラーリングを採用した」という。また、高機動時の残像はデスティニーの素早さを表現するための演出として取り入れられたという。また福田はインタビューに際し、「SEED DESTINYはどちらの陣営が善悪という話ではない」と前置きしつつ、「デスティニーガンダムの悪相は小さな子供に解り易いよう記号化したものである」と説明している。また、手のひらに内蔵されたビーム砲「パルマ・フィオキーナ」はキャラクターデザインを手がけた平井久司のアイデアで、もともとは「ドラゴンボール」のかめはめ波のような攻撃を想定されていたという。

## 設定解説
セカンドステージシリーズMSのインパルスがもつフォース（高機動型）、ソード（近距離型）、ブラスト（遠距離型）の3種のシルエット（追加装備）の機能を統合した「コンプリートMS」として開発された機体。当初は、3種の機能を1機のシルエットにまとめた「デスティニーシルエット」として開発されたが、コックピット兼小型戦闘機のコアスプレンダーを抱えたインパルスの複雑な構造には負荷が大きく、さらに電力消費の膨大さから実戦運用は耐えられられなかったため、機体を新規設計したほうが効率的という判断のもとに製造された。当時のプラント最高評議会議長であるギルバート・デュランダルからの「最高の技術をすべて盛り込む」という指示のもと、ユニウス条約で禁止された核動力（原子炉）機関のハイパーデュートリオンエンジンやミラージュコロイドなどの各種技術やその発展技術、さらには「MSによる戦闘運用の新たなる創造」ともいうべき本機独自のシステムも多数採用されている。
また、パイロットであるシン・アスカの搭乗を想定し、シンの操作の癖をも含めたインパルスの最新の戦闘データをもとにした調整が加えられており、彼が搭乗したときにこそ真価が発揮されるMSとなった。既にインパルスではシンの反射神経とスピードについてこれず機体の限界を迎えていると判断され、その操縦能力に追随出来る機体性能が付加されている。
その性能は、ストライクフリーダム、インフィニットジャスティスといった同時代の他勢力の機体と同等とされ、混戦に強いストライクフリーダムと比較して、単機での戦闘ではこちらが勝るとされる。
本来、本機と兄弟機のレジェンドの型式番号末尾には、フリーダム、ジャスティス系列と同じ核動力機を示す「A」が使用されるが、ユニウス条約違反という事実を隠すためにセカンドステージ機と同じ「S」が付与されている。また数字の「4」は、本来は欠番あつかいのコンセプトナンバーを割り当てたものである。

### 機体構造
ハイパーデュートリオンエンジン
従来機関の数倍の出力を発揮する核エンジンとデュートリオン送電システムのハイブリッド動力で、二つのジェネレーターの相互補完によって理論上パワーダウンすることはない。一応、出撃寸前までデュートリオン送電システム側のエネルギーをチャージする目的で、通常のバッテリー機と同じ充電用プラグケーブルを接続した状態で発艦する。
コックピット
インターフェースを高度化しつつもセカンドステージ機とほぼ同様の配置を保っており、前面・側面のパネルが一体化した広域視界の外形表示用モニターや、新型OSである「MOBILE SUIT NEO OPERATION SYSTEM (Gunnery United Nuclear-Deuterion Advanced Maneuver System Ver.1.62 Rev.29) 」によって、初搭乗時のシンでも戸惑いなく操縦可能となっている。高出力稼働時は中央部サブディスプレイがせり上がる構造になっており、レジェンドとともに任意での性能調節もできるハイパーデュートリオン対応の最大出力モード「ハイパーモード」が設定されている。
関節機構
性質の異なる複数の武装を時間ロスなく使いこなすべく、全身の可動部周りの装甲を細分化し、五体の運動と連動してフレキシブルにスライドさせることで、高い運動性とともにより人間に近い動作を実現している。ただし、この機構は装甲に隙間が生じることで防御力が低下する欠点があり、本機ではシンの戦闘データと実績をもとに可動範囲の設定と装甲分割を行い、無防備な瞬間を最小限化しつつ、最大の機動性を発揮できるよう機構が採用されている。この機構は、機体がシンに引き渡されたあとも複数回にわたって微調整される。
内部骨格はヴァリアブルフェイズシフト装甲（VPS装甲）由来の特殊素材で構成され、機体の運動に合わせて性質が柔軟に変化する。この変化は骨格への電力供給による作用で、余剰電力が光子として放出されることで表面に鈍い金属光を帯びている。本素材を用いた機構の採用には本機のもつ膨大な出力が不可欠となる。これらの機構をもつ本機の構造は通常のMSの数倍複雑化しており、生産性と整備性に大きな問題を抱えている。また劇場版に登場する改良型のSpec IIでは赤色に発光する様子が描かれている。
ウイングユニット
フリーダムの能動性空力弾性翼を発展型であり、内部に惑星間航行システムであるヴォワチュール・リュミエール (VL) を転用した高出力スラスターを採用したことで、大気圏内外を問わない絶大な機動性をもたらす。このスラスターの原理は、ハイパーデュートリオンエンジンの無限の電力を利用した光圧推進の一種であり、巨大な光の翼状のエネルギー噴出とともに、ほかに類を見ない超加速を発揮する。 また、高機動時にミラージュコロイドを広域散布することで、超高機動中の周囲空間上に自機の光学残像を形成することが可能となっている。映画の『FREEDOM』に登場する改良型のSpec IIでは、「DUPE粒子」と呼ばれる特殊粒子を空間上に散布することで独立した無数の分身を形成する能力へと強化されている。

#### 武装
MMI-GAU26 17.5mmCIWS
両側頭部に内蔵された近接防御機関砲。
MA-BAR73/S 高エネルギービームライフル
前期セカンドステージ機用ビームライフルの改良型であり、ハイパーデュートリオンエンジンからの豊富な電力供給によって、大幅な出力と連射性の向上を実現している。
アンチビームシールド
表面積を拡大する伸縮機構と取り回しの良さを両立した、軽量かつ超硬度を誇る特殊合金製の対ビームコーティング防盾。ビームシールドのフェイルセイフとしても機能する。
MX2351 ソリドゥス・フルゴールビームシールド発生装置
モノフェーズ光波シールドを改良した手甲部の防御装備。ビーム兵器・実体弾を問わず遮断可能で、展開中でもシールドの裏側からの攻撃したり、展開形状を任意で調節したりといった応用が可能。
MMI-X340 パルマフィオキーナ 掌部ビーム砲
両掌に内蔵された隠し武器的な小型ビーム砲。デストロイのコックピットを一撃で撃ち抜くなど展開範囲は狭いながらも極めて高い攻撃力をもち、組み合っての近接戦闘ではビーム砲を構える動作なしでの攻撃が可能。FT装甲機にも有効で、ブラックナイトスコードのリュー機の右腕を吹き飛ばし、またダニエル機の機体中央に撃ち込み瞬時に爆砕させている。
RQM60F フラッシュエッジ2 ビームブーメラン
ソードインパルスに装備されたフラッシュエッジの発展型で、簡易的なドラグーン・システムが採用されている。実体刃ブーメランとしての連結機能は省略されているが、ビーム刃を延長することで手持ち式のビームサーベルとしても使用可能で、投擲時の出力でも並のMSや対ビームシールドを容易に切断する威力がある。劇場版では投擲時にも分身を発生させ、FT装甲を次々と切り裂いている。
MMI-714 アロンダイト ビームソード
右背部ウェポンラックに懸架された、ビーム刃発生器付きの折り畳み式大剣。ソードインパルスが装備するエクスカリバーの改良型であり、艦艇をも一刀両断できる一方でバランスがいい装備ではなく、使いこなすには機体の五体の柔軟性とパイロットの達人的な技量が求められる。劇場版ではリュー機のブラックナイトスコードを特攻での斬り込みで撃破。
M2000GX 高エネルギー長射程ビーム砲
左背部ウェポンラックに懸架された、最大全長22メートルの折り畳み式大型ビームランチャー。ハイパーデュートリオンエンジンからの豊富なエネルギー供給によって、ブラストシルエットに搭載されたケルベロスを凌駕する威力と連射性能を発揮し、対艦、対要塞、対MS戦において高い運用性をもつ。

### 劇中での活躍
PHASE-35 - PHASE-37
ジブラルタル基地で、兄弟機のレジェンドとともにミネルバへと引き渡され、インパルスに代わるシンの乗機となる。ザフトを脱走したアスラン・ザラメイリン・ホークを追撃するべくレイが搭乗するレジェンドとともに出撃し、二人が乗るグフイグナイテッドを撃墜する。
PHASE-38
ヘブンズベース守備隊のウィンダム数機、デストロイを単独で2機、レジェンド、インパルスとの連携で1機、合計3機撃破するといった戦果を挙げ、反ロゴス同盟軍の勝利に大きく貢献する。
PHASE-40 - PHASE-42
オペレーション・フューリーで、オーブ連合首長国軍のムラサメ数機を瞬時に撃破し、カガリ・ユラ・アスハ駆るアカツキを圧倒するが、介入してきたキラのストライクフリーダムを前に劣勢となり撤退。今度はレジェンドとの連携でストライクフリーダムを追い詰めるが、アスラン駆るインフィニットジャスティスに片腕を落とされ、再度撤退する。
PHASE-45
レクイエム攻略戦で、地球連合軍のMSやモビルアーマー (MA) 部隊を次々と撃破後にダイダロス基地司令部を制圧、プラント本国を救う活躍を見せる。
PHASE-49 - PHASE-50
メサイア攻防戦で、ルナマリアのインパルスがインフィニットジャスティスに敗れた直後に再戦を挑むが、アスランの説得でザフト軍への疑念と葛藤から心を乱して劣勢に陥る。乱心したまま半狂乱のようになり、たまらず止めに入ったインパルスを攻撃しそうになるも、SEEDを発動したアスランに機体の手足やほとんどの武装を破壊され敗北。半狂乱だったシンも心に存在していたステラの思念に救われ、行動不能となった機体は月面に墜落する。
最後は寄り添うように横たわる本機とインパルスの姿がこの回のエンドカードとなり、停戦の信号弾を泣きながら眺め物語は集結する。

### デスティニーガンダムSpec II
C.E.75年を舞台とする映画『機動戦士ガンダムSEED FREEDOM』に登場。
メサイア攻防戦で破壊されたデスティニーに、新型融合炉と世界平和監視機構「コンパス」所属機共通の全天周モニター式コックピットを組み込んで修復した改修機。動力強化に伴うVPS装甲色の変化や操縦系の更新がなされたほか、額部分にはインパルスSpec IIへのエネルギー補給を目的としたデュートリオンビーム照射機能を内蔵している。性能面ではファウンデーション王国軍の最新鋭機であるブラックナイトスコード各機に及ばず、火力でも本機に先んじてシンが搭乗していたイモータルジャスティスより劣るとされるが、当初からシン本来の専用機として開発された背景と、シン個人の思い入れからくる相性では上回っている。また従来の残像以外にも、「DUPE粒子」という特殊粒子を用いた「静止する残像」の発生能力も得ており、これを利用して敵のルドラたちを翻弄する。

#### ゼウスシルエット
改修前の本機と並行して試作されていた拠点攻撃用装備。重量266t。航空機のようなMA形態から、MSの全高を上回る長大なリニアキャノン、キャノンの予備砲身2本とミサイルポッドが付属する腰背部スカートアーマー、両脚用の大型ブースターに分離して機体に装着される。スカートとの合体時にデスティニー側の背部ウェポンラックを利用する都合上、余剰となるアロンダイトや長射程ビーム砲は撤去され、腰部へのビームライフルの懸架も不可能となる。また、左腕のアンチビームシールドはキャノン側に張り付けられる。
キャノンに装填される陽電子砲弾は、敵拠点をバスターバンカー（地中貫通爆弾）のごとく貫通する威力を発揮するが、破壊力が大き過ぎるという理由から実戦投入を見送られていた。またキャノンの連続使用には核動力機並みの大電力を必要とするうえ、1射ごとに砲身が焼き付いて使用不能となるため、使用回数に応じた予備砲身を携帯する必要がある。

#### 劇中での活躍（Spec II）
カガリからの依頼で機体を預かっていたエリカ・シモンズの判断で、ストライクフリーダム弐式やインパルスSpec IIとともにキラたち「コンパス」実働部隊に供給され、イモータルジャスティスを失ったシンが再び搭乗する。実戦では、ビームを通さないファウンデーション側のフェムテク装甲対策として、ゲルググメナース用の「試製35式改レールガン」2挺を装備して出撃。ファウンデーション側の艦艇を多数沈め、ブラックナイトスコード ルドラ4機に対しても、アコードの読心能力を超えるシンの反応速度と機体の分身能力、シンを守ろうとするステラの思念とヒルダ・ハーケンの駆るゲルググとの連携もあって全機撃破する。終盤では、ムウのアカツキから渡されたゼウスシルエットを装備してレクイエムの砲口へ突入し、リニアキャノンによる狙撃で地下反応炉を破壊する。

## ハイネ専用デスティニーガンダム
ガンプラ30周年を記念して発売されたT.M.Revolutionとのコラボレーションアルバム「X42S-REVOLUTION初回生産限定盤 Type A」における付属キット、「HG 1/144 ハイネ専用デスティニーガンダム」のプラモデルとして登場した。このキットは、T.M.Revolutionの西川貴教が『機動戦士ガンダムSEED DESTINY』作中において声を演じた、ハイネ・ヴェステンフルスのパーソナルカラーであるオレンジ色を基調として、デスティニーのカラーリングを一部変更したものである。
設定解説
最強のMSと優秀なエースパイロットを組み合わせた部隊で地球連合の戦力を一蹴し、戦意を阻喪させることを目的に構想されたザフト特殊部隊「コンクルーダーズ」用に製造された機体。デスティニー自体はシンが搭乗する1機のみと思われてきたが、近年公開された資料によって別の同型機の存在が明かされた。ハイネ・ヴェステンフルスもコンクルーダーズの一角に選ばれ、専用調整されたデスティニーも製造されていたが、完成直前に彼が戦死したため、部隊が編成もされることはなかった。その後、同機はザフトの兵器保管庫に保存されている。